# Латвія на Чемпіонаті світу з водних видів спорту 2015
Латвія взяла участь у Чемпіонаті світу з водних видів спорту 2015, який пройшов у Казані (Росія) від 24 липня до 9 серпня.

## Плавання
Латвійські плавці виконали кваліфікаційні нормативи в дисциплінах, які наведено в таблиці (не більш як 2 плавці на одну дисципліну за часом нормативу A, і не більш як 1 плавець на одну дисципліну за часом нормативу B):
Чоловіки
| Спортсмен                                                      | Дисципліна                       | Попередній заплив | Попередній заплив | Півфінал        | Півфінал        | Фінал            | Фінал            |
| Спортсмен                                                      | Дисципліна                       | Час               | Місце             | Час             | Місце           | Час              | Місце            |
| -------------------------------------------------------------- | -------------------------------- | ----------------- | ----------------- | --------------- | --------------- | ---------------- | ---------------- |
| Даніїлс Бобровс                                                | 200 м брасом                     | 2:14.85           | 31                | Завершив виступ | Завершив виступ | Завершив виступ  | Завершив виступ  |
| Увіс Калниньш                                                  | 200 м комплексом                 | 2:00.39           | 17                | Завершив виступ | Завершив виступ | Завершив виступ  | Завершив виступ  |
| Увіс Калниньш                                                  | 400 м комплексом                 | 4:26.17           | 34                | Н/Д             | Н/Д             | Завершив виступ  | Завершив виступ  |
| Ніколайс Маскаленко                                            | 50 м брасом                      | 28.15             | 31                | Завершив виступ | Завершив виступ | Завершив виступ  | Завершив виступ  |
| Ніколайс Маскаленко                                            | 100 м брасом                     | 1:03.21           | 48                | Завершив виступ | Завершив виступ | Завершив виступ  | Завершив виступ  |
| Яніс Шалтанс                                                   | 100 м вільним стилем             | 52.07             | 72                | Завершив виступ | Завершив виступ | Завершив виступ  | Завершив виступ  |
| Яніс Шалтанс                                                   | 100 м на спині                   | 56.15             | 40                | Завершив виступ | Завершив виступ | Завершив виступ  | Завершив виступ  |
| Даніїлс Бобровс Увіс Калниньш Ніколайс Маскаленко Яніс Шалтанс | естафета 4x100 метрів комплексом | 3:45.58           | 26                | Н/Д             | Н/Д             | Завершили виступ | Завершили виступ |

Жінки
| Спортсменка     | Дисципліна   | Попередній заплив | Попередній заплив | Півфінал         | Півфінал         | Фінал            | Фінал            |
| Спортсменка     | Дисципліна   | Час               | Місце             | Час              | Місце            | Час              | Місце            |
| --------------- | ------------ | ----------------- | ----------------- | ---------------- | ---------------- | ---------------- | ---------------- |
| Альона Рибакова | 100 м брасом | 1:11.45           | 44                | Завершила виступ | Завершила виступ | Завершила виступ | Завершила виступ |
| Альона Рибакова | 200 м брасом | 2:34.69           | 37                | Завершила виступ | Завершила виступ | Завершила виступ | Завершила виступ |